# سیارک ۱۴۵۰۶۲
سیارک ۱۴۵۰۶۲ (به انگلیسی: 145062 Hashikami، نامگذاری:2005GS22)۱۴۵۰۶۲مین سیارک کشف شده‌است که در ۰۴ آوریل ۲۰۰۵ کشف شد.